# Saint-Martin-de-Crau
Saint-Martin-de-Crau – miejscowość i gmina we Francji, w regionie Prowansja-Alpy-Lazurowe Wybrzeże, w departamencie Delta Rodanu.
Według danych na rok 1990 gminę zamieszkiwało 11 040 osób, a gęstość zaludnienia wynosiła 51 osób/km² (wśród 963 gmin regionu Prowansja-Alpy-W. Lazurowe Saint-Martin-de-Crau plasuje się na 62. miejscu pod względem liczby ludności, natomiast pod względem powierzchni na miejscu 5.).